# شتوان (لارستان)
شتوان (بالفارسية: شتوان) (بالإنجليزية: Shetvan)‏، قرية في قسم درزوسابيان الريفي، الناحية المركزية، مقاطعة لارستان، محافظة فارس، إيران. يبلغ عدد سكانها حسب إحصاء عام 2006 ميلادية 212 نسمة في 47 عائلة.